# Arcelor

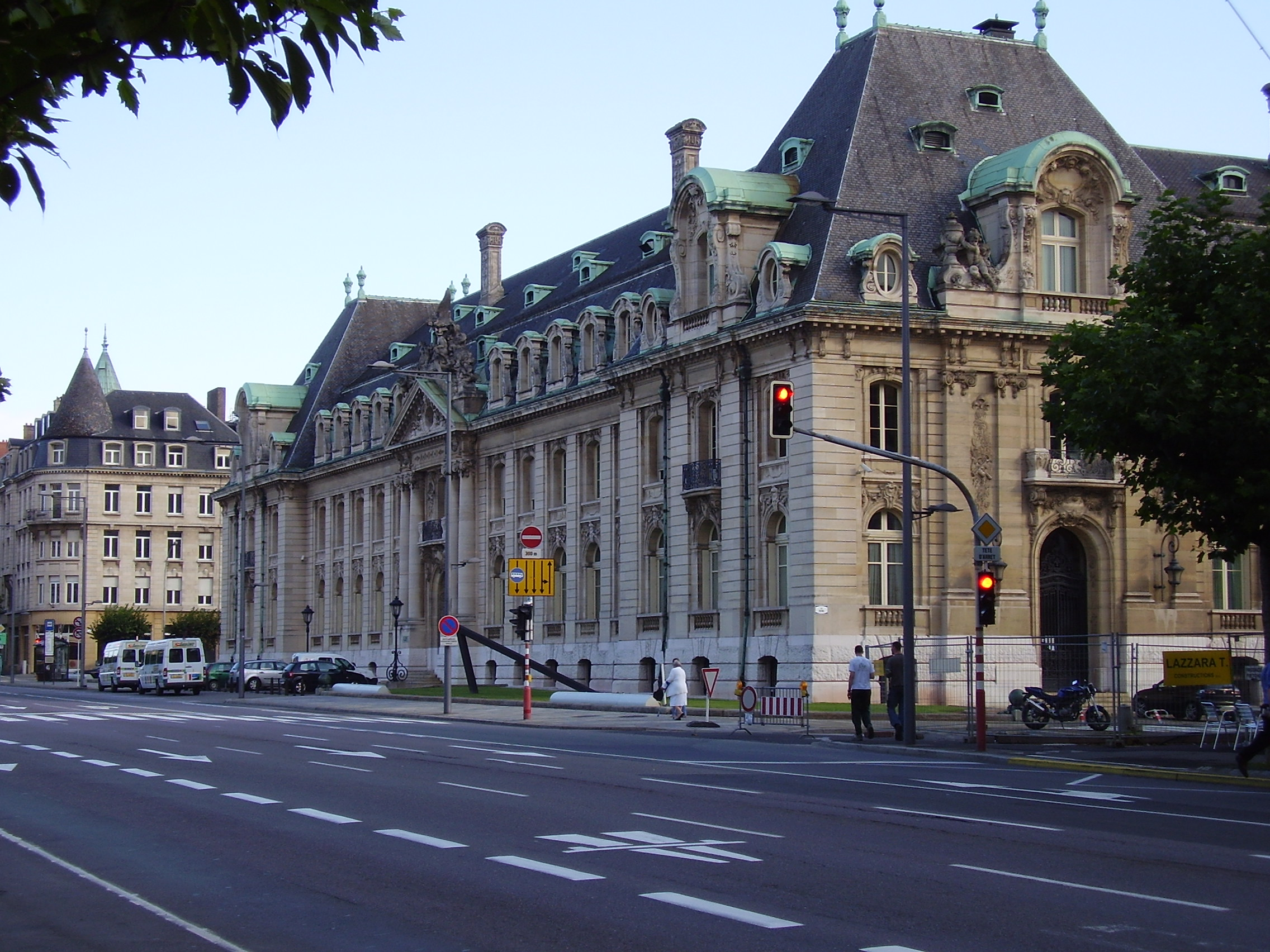
Siedziba Arcelor w Luksemburgu

Arcelor S.A. – były luksemburski koncern hutniczy.
Przedsiębiorstwo obecnie należy do koncernu ArcelorMittal, największego na świecie producenta stali z siedzibą główną w Luksemburgu.